# Jean de La Varende

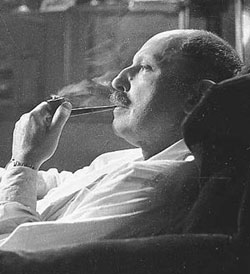
Jean de La Varende

Jean de La Varende (Chamblac, 24 maggio 1887 – Parigi, 8 giugno 1959) è stato uno scrittore francese.

## Biografia
Autore di romanzi, novelle, biografie e monografie, in particolare sulla Normandia. Inizialmente cercò di emulare la carriera del padre ufficiale di marina, ma dovette rinunciarvi perché affetto da problemi cardiaci. Nel 1942 fu eletto nell'Académie Goncourt.
Nel 1938 ricevette il Grand Prix du roman de l'Académie française per Il centauro di Dio. Dal romanzo Naso di cuoio fu tratto il film omonimo (1952), diretto da Yves Allégret.

## Opere

### Tradotte in italiano
- Jean de La Varende, Il centauro di Dio, traduzione di Domenico Giuliotti, Milano, Istituto di Propaganda Libraria, 1940.
- Jean de La Varende, Naso di cuoio, gentiluomo d'amore, traduzione di R. Ortolani, Milano, Garzanti, 1952.
- Jean de La Varende, Man' d'arc, Milano, Massimo, 1960.